# Hans Konrad Foosnæs
Hans Konrad Henriksen Foosnæs, född 2 februari 1846 i Namdalseid, död 29 juli 1917 i Beitstad, var en norsk politiker (Venstre) och jordbrukare.
Foosnæs var folkhögskoleföreståndare 1868-1879, därefter jordbrukare. Han var medlem av Stortinget som anhängare av Johan Sverdrup 1883-1985, 1889-1900 och 1903-1906. Foosnæs var även lantbruksminister 1908-1910. Han främsta politiska insatser hänför sig till den frivilliga skytterörelsen och ordnandet av norska statens jordinnehav i Finnmarken.

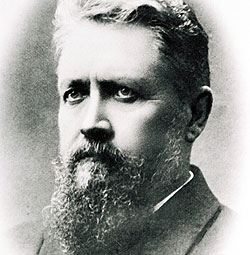
Hans Konrad Foosnæs.